# 彭孟緝
彭 孟緝（ほう もうしゅう、中国語: 彭 孟緝、1908年9月12日 - 1997年12月19日）は、中華民国の軍人。最終階級は陸軍一級上将。字は明熙。黄埔軍官学校砲兵科卒業後、高雄要塞司令や台湾防衛司令、台湾警備司令、台湾保安司令、陸軍総司令、中華民国参謀総長など、中華民国国軍の要職を歴任した。また、1969年から1972年まで駐日中華民国大使を務めていた。1972年に日本と中華民国は断交したため、彼が最後の中華民国大使である。
二・二八事件では、高雄要塞司令として無差別攻撃による反乱の武力鎮圧を行ったため、その残虐さから高雄屠夫 とあだ名された。

## 経歴

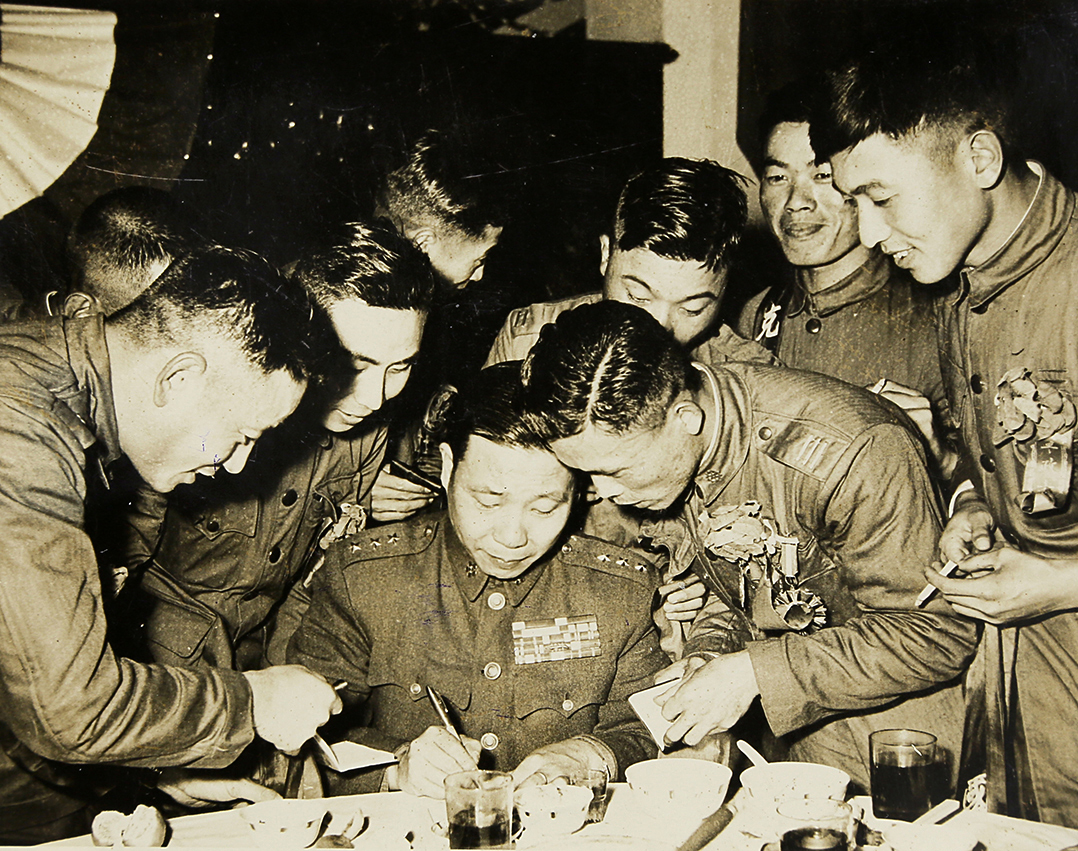
彭孟緝と、彼を囲む陸軍将校（1950年代）。

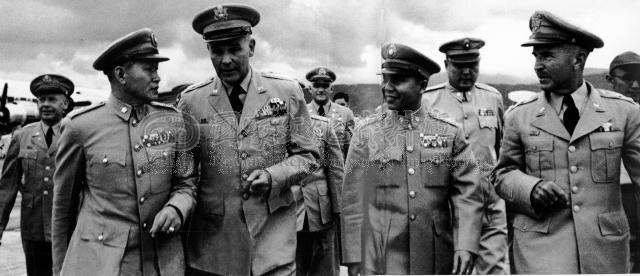
朝鮮戦争勃発に伴い、防衛のため台湾を訪れた駐韓アメリカ陸軍第8軍団の指揮官と、中華民国の将官。左から孫立人、マクスウェル・D・テイラー、彭孟緝、ウィリアム・C・チェイス（1955年）。

### 前半生
彭孟緝は、光緒34年（1908年）8月17日に、大清帝国湖北省武昌府で生まれた。漢陽の漢陽文徳書院、次いで広州の国立広東大学文学院を卒業後、黄埔軍官学校第5期砲兵科に入校。1926年に黄埔軍官学校を卒業すると、蔣介石率いる国民革命軍に加わって東征や北伐に参戦した。その後来日し、1931年に帝国陸軍野戦砲兵学校を卒業。帰国後は1932年より第1砲兵旅団大隊長を務め、同時に陸軍砲兵学校の主任教官も担った。
1937年に日中戦争が勃発すると、彭は第二次上海事変や長沙会戦に参戦した。1945年に陸軍中将へ昇進し、砲兵指揮官に任じられた。

### 台湾派遣
第二次世界大戦後、台湾は中華民国国民政府に接収され、日本の統治は終わりを告げた。1946年、彭孟緝は台湾に派遣され、高雄要塞の司令官に就任した。その翌年の1947年に二・二八事件が発生すると、彭は高雄要塞司令として反乱の鎮圧にあたった（後述）。このときの活躍が最高当局に賞賛され、彼は台湾全省警備総司令へ昇進した。また、後に台湾省保安副司令、台北衛戍司令、参謀総長などの要職を歴任することになる。
1949年に大規模な学生運動が勃発すると、台湾省政府主席の陳誠はこれを鎮圧する決定を下し、当時台湾省警備総部副総司令だった彭に「首謀者」を拘束するよう命じている。同年12月16日、彭は李友邦、楊肇嘉、李翼中、游弥堅、朱文伯、劉兼善、杜聡明、陳啓清、李連春、華清吉、林日高、陳尚文、陳天順、陳清汾、顔欽賢、鄒清之とともに台湾省政府委員に任じられ、副司令を兼任した。
中華民国政府が1949年に台湾へ移ると、翌年に革命実践研究院軍官訓練団が設立された。彭孟緝はその主任に任じられ、この後高級班や石牌班などの訓練機構も設立された。1952年には陽明山革命実践研究院の主任に就任している。
1954年に陸軍副参謀総長へ昇進。同年8月に参謀総長の桂永清が病没すると、蔣介石によって副参謀総長の彭孟緝が参謀総長に任じられた:78。1957年には陸軍総司令と台湾防衛司令部総司令を兼任するようになり、1959年に陸軍一級上将へ昇進、参謀総長に再任された。1963年5月、蔣介石は彭孟緝の任期延長を命じ:104、1965年6月には総統府参軍長に任命した:110。
1967年、彭孟緝は駐泰中華民国大使としてタイへ派遣され、1969年には駐日中華民国大使として日本へ派遣された。日本には1972年まで駐在していたが、この年の日中共同声明で日本と中華民国は断交したため、彭が最後の駐日大使となった。
帰国後の1972年、彭孟緝は総統府戦略顧問に就任した。晩年は台北で過ごし、1997年に死去した。

## 二・二八事件
二・二八事件が発生したとき、彭孟緝は高雄要塞司令に就いていた。当時の国民政府監察院の報告によれば、台北から始まった動乱は3月3日に高雄へ飛び火し、100人ほどの暴徒が3台のトラックを引き連れて市街を暴れまわったという。同日の夜8時には、塩埕区北野に集った3,000～4,000人が警察局を包囲し、外省人に対する掠劫や暴行が行われた。彭孟緝は、市内の700～800人に及ぶ外省籍の公務員は高雄要塞へ避難し、逃げ切れなかった者は台湾省立高雄第一中学校に閉じ込められたと証言している。事態を重く見た台湾省行政長官公署長官の陳儀は、3月4日に彭孟緝を台湾南部防衛司令に任じ、鳳山駐在の第21師団輸送大隊、第3大隊を含む南部全軍の指揮権を与えた。
さらに彭孟緝は、この群衆が3月5日に高雄要塞司令部を攻撃し始め、合わせて後方の病院を包囲し、銃器や物資を要求したがこれは達成されなかったと回想している。さらに、ガソリンを染み込ませた藁紐を用いて山に火を放つとする噂も飛び交ったため、要塞司令部は軍隊を派遣し、山下町一帯（現在の鼓山路）を封鎖した。高雄市長の黄仲図、高雄市参議会議長の彭清靠、苓雅区長の林界および高雄第一中学校自衛隊代表の涂光明、范滄榕、曽豊明は山下町封鎖を受け、彭孟緝との面会を希望したがこれは拒否された。3月6日、黄市長は再び面会を要求し、同日午前9時より応接室にて彭は黄市長ら代表者（このとき林界は不参加）と面会した。この際、涂は9項からなる「和平條款」を提出したが、これは拒否され、彼らは拘束された。彭は黄市長の要求に応じて、午後2時より300人余りからなる1個大隊を下山させて高雄市政府に攻撃を加え、同時に第21師団第3大隊を高雄駅と高雄第一中学校へ向かわせ、民間人に対する武力鎮圧を開始した。下山した1個大隊は午後4時ごろ高雄要塞に帰還し、第3大隊は高雄市政府、高雄駅、高雄第一中学校の防衛に当たった。要塞で拘束されていた涂光明、范滄榕、曽豊明には3月7日に死刑判決が下され、3月9日に要塞内で射殺された。なお、林界は一連の反乱の首謀者とされ、3月21日に処刑されている。3月12日には第21師団も帰還した。

## 評価
1946年から1947年にかけて在任した高雄要塞司令時代には、前述のような二・二八事件での対応があったが、これ以降にも澎湖七・一三事件や台湾省立師範学院四六事件、清郷などで度々彭孟緝は武力鎮圧にあたっている。合計で数千人以上の死傷者を出したことから、彭は高雄屠夫（高雄の殺戮者）とあだ名された。
彭は蔣介石との関係も深い。一時期彼は、毎朝蔣介石に鶏肉の煮込み鍋を届けていた。また、蔣介石にとって最も困難な時期である中国本土喪失時には、彭はあたかも高雄要塞司令の姿をした鶏のごとく蔣に媚びを売り、結果としてその後の出世を成功させている。
江南による『蔣経国伝』では、呉国楨が彭孟緝を「獐頭鼠目」（醜くずるい顔つき）と評した。しかしながら、彭は蔣経国の後ろ盾を得ており、また陳誠の支援も受けていたため、より早い出世を果たしている。1974年に江南が呉国楨を訪ねた際、呉は「この人は獐頭鼠目だから、私は蔣先生に繰り返し重用すべきでないと言ったのです」と述べていた。孫立人事件後、彭は二級上将に昇進し、黄埔第六期出身で弟分にあたる桂永清の後任として参謀総長に就任した。江南は一連の人事を、蔣経国勢力の台頭であり、情報機関による軍事掌握だと認識していた。
著名な作家である李敖は、彭孟緝を「最初に台湾に来て、最も長い間情報機関を掌握していたため、無実の罪（冤案）、偽りの罪（假案）、誤った罪（錯案）など一人で創造できる」と批判している。その例として李敖が指摘するのは、彭が駐泰大使だった時期に行われた間諜を生み出す冤案である。これにより、来台していた華僑の舒家棟が拉致され、舒の岳父母が首つり自殺するなどの事件を引き起こした。

## 論争
彭孟緝の息子である彭蔭剛（中国航運董事長、元香港行政長官である董建華の妹婿）は、中央研究院の朱浤源、黄彰健に対し、彭孟緝の評価を覆すように依頼した。しかし、本来の目的は「外省人の誤解の解消と、中国統一の促進」であり、“彭孟緝は高雄事件を誤りなく処理した”という結論を導くことにあるが、これはまだ議論の余地がある。彭蔭剛はマスメディアに父の人生を称える広告を打ったが、その中で二・二八事件の犠牲者を「暴徒」と表現したことから、涂光明の遺族を中心に強い反発を受け、彭は誹謗中傷に晒されることとなった。
二・二八事件の犠牲者は長い間、彭孟緝が死後忠烈祠に祀られたのを苦痛に思うだろうと噂されてきたため、忠烈祠から彭を排除すべきという議論も巻き起こっている。ただし、中華民国国防部の代弁者である虞思祖少将によれば、彭孟緝の家族は国防部に「国民革命忠烈祠」への入祀を申請しておらず、台北、台中、高雄などの忠烈祠にも、彭孟緝が祀られたとする記録はない。

## 家族

### 子女
- 彭蔭剛（中国語版）（1935年12月29日 - ）：台湾中国航運董事長および海峡交流基金会董事。妻の董小平は、「中国船王」と称された董浩雲（中国語版）の娘であり、初代香港特別行政区行政長官、現中国人民政治協商会議全国委員会（中国語版）副主席である董建華の妹。
- 彭蔭宣（中国語版）（1936年ごろ - 2012年7月29日）：建築士、ハーバード大学建築学研究所修士。